# The Shangri-Las
The Shangri-Las foi um grupo feminino formado na década de 1960, por dois pares de irmãs: Mary e Betty Weiss, e Marge e Mary Ann Ganser. Formado em 1963, em Queens, Nova Iorque, o grupo fez um grande sucesso entre 1964 e 1968. As suas músicas são caracterizadas especialmente pelo melodrama contido nas suas letras que em geral relatavam histórias sobre relacionamentos que não deram certo e corações partidos.
Tornaram-se conhecidas principalmente pelos singles "Remember (Walking in the Sand)" e "Leader of the Pack", incluídos, respectivamente, nas listas das "500 Melhores Músicas de Todos os Tempos", pela revista Rolling Stone, e "365 Músicas Mais Importantes dos Estados Unidos do Século 20". Além disso, o single "Out in the Streets", lançado no início de 1965, foi colocado em 2006 na vigésima posição na lista das "200 Melhores Canções da Década de 1960" pela publicação norte-americana Pitchfork Media.
Os críticos musicais as consideram "Um dos maiores grupos de música pop dos anos 60" com "Clássicos inesquecíveis" e "Obra prima absoluta de um hino adolescente". São consideradas uma das mais importantes bandas femininas de todos os tempos, porém apenas três dos seus onze singles alcançaram as dez primeiras posições das tabelas musicais dos Estados Unidos e Reino Unido. O grupo se desfez em 1968, após perderam a sua popularidade devido aos artistas britânicos que estavam sendo gerado pela Invasão Britânica.

## História

### Formação do grupo
O grupo foi formado na escola Andrew Jackson High School em Queens, Nova Iorque por dois grupos de irmãs: Elizabeth Weiss (nascida em 1946) e Mary Weiss (1948) e as gêmeas idênticas Mary Ann Ganser (N. 1948 - M. 1970) e Marge Ganser (N. 1948 - M. 1996). As quatro meninas nasceram especificamente no mesmo período e criaram uma relação de amizade ainda no colégio, compartilhando entre si o seu amor pela música. Inicialmente trabalhavam sem um nome específico, mas no final de 1963 passaram a se chamar The Shangri-Las.
Elas começaram a se apresentar em shows na escola e em shows de talento, quando despertaram o interesse de Artie Ripp que assinou um contrato com as garotas com a editora discográfica Kama Sutra Records, organizando-as para o lançamento do seu primeiro disco.

### Remember (Walking in the Sand)
A primeira gravação do grupo foi "Simon Says" realizada em dezembro de 1963. No entanto, em abril de 1964 George Shadow Morton participou da gravação demo de "Remember (Walking in the Sand)", e apresentou a faixa aos gerentes da Red Bird Records que demonstraram interesse pelo grupo. Logos após, as Shangri-Las romperam o seu contrato com a Kama Sutra Records e assinaram um contrato de cinco anos com a Red Bird. Nessa época Marge e Mary Ann tinham 16 anos de idade, Betty tinha 17 e Mary tinha 15 anos de idade.
O single foi regravado sob a produção de Morton e desenvolvido por Jeff Barry e Artie Ripp. Morton, colocou a música em uma versão melancólica que falava de uma relação amorosa adolescente de verão, com fundo com sons de gaivotas e ondas da praia. A obra foi lançada em setembro de 1964 nos Estados Unidos, posicionando-se no número cinco na parada da  Billboard Hot 100. Em outubro, o single foi lançado no Reino Unido onde ficou na décima quarta posição na tabela musical do país. "Remember (Walking in the Sand)" foi colocado na 404.ª posição na lista das 500 melhores músicas de todos os tempos pela revista Rolling Stone.
Como o primeiro lançamento do grupo alcançou posições elevadas nas paradas musicais, as Shangri-Las começaram a realizar shows nos Estados Unidos e Reino Unido, apresentando-se com Jan & Dean, The Beach Boys, The Supremes, The Nashville Teens, The Byrds e outros. Nesse época, Betty não se apresentava com o grupo que ficou conhecido como um trio. Ela retornou no início de 1965.

### Leader of the Pack
Ainda em 1964, Ellie, Jeff e George começaram a trabalhar em um segundo single com o grupo, lançando "Leader of the Pack" como faixa título do disco. A obra foi denominada como a canção de assinatura das Shangri-Las. Escrita por Jeff Barry, Ellie Greenwich e George Morton, a música continha uma trilha sonora ligada ao rock e uma letra melancólica, que relatava o melodrama de uma paixão adolescente. Em novembro de 1964, a canção posicionou-se no primeiro lugar da Billboard Hot 100, sendo o único single do grupo que conseguiu alcançar a primeira posição.
A música começa com uma parte falada, na qual Mary Ann e Marge Ganser conversam sobre o relacionamento de uma das suas amigas (Mary) com o líder de uma gangue de motoqueiros. Antes da voz principal, onde Mary Weiss canta, a música começa com uma trilha sonora semelhante a uma orquestra. Enquanto Mary conta a história do início do relacionamento, em um dos versos surge um som de uma motocicleta, quando o então garoto por quem a vocalista estava apaixonada entra em cena. No final do último verso, surge na trilha o som dos freios do veículo e um estrondo, assemelhando-se a uma batida/acidente de automóvel, onde o garoto morre. No fim da música a vocalista e lamenta a morte do garoto.
| “ | O single foi escrito e produzido com bastante seriedade. Havia sempre aqueles bad boys que queriam sair com aquela garota, mas não: "Mamãe e papai nunca permitiriam isso". E depois havia a motocicleta. Quando você começa a trabalhar no início de 1960, você ganha dinheiro e compra uma moto. Assim, criou-se essa tendência. Relatar uma história de amor proibido e depois um elemento um pouco macabro... é assim que é uma pequena novela. | ” |

George Morton teve de enfrentar alguns problemas na sala de reuniões, antes do single ser lançando. A canção alcançou a décima primeira posição na parada musical do Reino Unido, onde ressurgiu em dois períodos diferentes: em 1972, na terceira posição, e em 1976, na sétima posição. A canção foi colocada na na 454.ª posição na lista das 500 melhores músicas de todos os tempos pela revista Rolling Stone e até o fim de 1964, "Leader of the Pack" e "Remember (Walking in the Sand)" foram certificados ambos com disco de ouro nos EUA. As meninas foram denominadas como o "O melhor grupo de R&B", pela já extinta revista Cashbox e convidadas a promoverem a marca de cosmético Revlon. Nesse período, elas realizaram performances com os Beatles e com músicos de R&B, como: The Drifters e James Brown e visitaram o Reino Unido com Dusty Springfield e The Zombies. No início de 1965, elas deram início a uma turnê com uma série de concertos nos Estados Unidos e Europa.

### Os lançamentos de 1965
Posteriormente ao sucesso de "Leader of the Pack", Morton, Barry e Greenwich uniram-se ao grupo para produzir novas canções que alcançaram novamente posições elevadas nas paradas musicais nacional e internacional. O primeiro lançamento do grupo foi "I Can Never Go Home Anymore" que alcançou a sexta posição da Billboard Hot 100, sendo o terceiro single do grupo a entrar no top 10 da tabeça. A sua letra descrevia uma adolescente perdida em um relacionamento que não deu certo. Com o lançamento do single pelas Shangri-Las, outros grupos grupos começaram a lançar canções iguais as da banda que eram caracterizadas por letras frias e tristes. No mesmo ano, o grupo lançou "Give Him a Great Big Kiss". A obra alcançou a décima oitava posição nos Estados Unidos. O sucessor de "Give Him a Great Big Kiss" foi "Long Live Our Love", que, composto por Jerome Jackson e Sidney Barnes, era uma canção cuja melodia era acompanhada por um som de flautas e tambores, com um coro de "When Johnny Comes Marching Home". A obra chegou ao número trinta e três na parada nacional.
Ainda em 1965 as Shangri-Las lançaram "Past, Present and Future", composição de Leiber, Butler e Morton. Os críticos elogiaram a canção e o título, por causa das passagens de Moonlight Sonata, de Beethoven, e o humor reflexivo contido nos seus refrões. No entanto, a música não alcançou uma posição elevada na parada nacional, ficando no número cinquenta e nove. Em seguida, as meninas lançaram "Out In the Streets", a obra ficou na quinquagésima terceira posição. Nesse período, a popularidade das garotas decaiu, uma vez que aquele tipo de canção, caracterizada pela melodrama de paixões adolescente, não fazia mais sucesso. Além disso, os Estados Unidos haviam perdido interesse por artistas nacionais e passaram a despertar interesse comercial pela música que estava sendo gerada pela invasão britânica.

### O fim do grupo
Em 1966 dois dos três lançamentos do grupo pela Red Bird não conseguiram atingir as 50 primeiras posições nas tabelas musicais dos Estados Unidos, embora tenham permanecido populares na Inglaterra e no Japão. Nessa época, Mary Ann saiu do grupo mas voltou no início de  1967, quando Marge estava deixando-o. Em seguida, o grupo quebrou o contrato com a Red Bird e no mesmo ano assinou contrato com a Mercury Records. As Shangri-Las gravaram algumas faixas com Morton, mas ele já havia começado a trabalhar com Janis Ian e Vanilla Fudge, e perdido o interesse pelas garotas. Nesse período, elas não fazia mais sucesso e em 1968 as integrantes começaram a se separar aos poucos.
Mary Weiss mudou-se para São Francisco, voltando para Manhattan alguns anos mais tarde. Nesse época, foi proibida de realizar gravações devido complicações judiciais. Ela trabalhou como secretária e fez faculdade. Foi para o setor de arquitetura, trabalhando no departamento de contabilidade de uma empresa de Nova Iorque. Mais tarde, foi promovida para chefe de agente de compras e depois começou a trabalhar no setor imobiliário. Em 1974, casou-se mas se divorciou em 1988, casando-se novamente anos mais tarde. Em 2001, foi consultora de imóveis para uma empresa em Nova Iorque. Retornou ao cenário musical em 2006, onde trabalha atualmente. O seu então marido agora administra a sua carreira musical.
Betty Weiss também casou-se e teve uma filha (que foi criada com a ajuda do seu irmão George Weiss, que morreu em 1998). Betty foi a única integrante do grupo que teve um filho. Ela trabalhou para a empresa de cosméticos Charles of the Ritz, em Manhattan, e mais tarde começou o seu próprio negócio em Long Island.
Mary Ann Ganser morreu em 14 de março de 1970, aos 22 anos. A causa de sua morte foi por diversas vezes relatadas como encefalite.
Marge Ganser também se casou, (tornando-se Marguerite Ganser Dorste), e trabalhou para a NYNEX em Valley Stream, Nova Iorque. Morreu de câncer de mama em 28 de julho de 1996, aos 48 anos.

## Discografia
| - 1965: Leader of the Pack - Allmusic: (EUA. #109) - 1965: Shangri-Las-65! - Allmusic: - 1966: Golden Hits of the Shangri-Las - Allmusic: - 1975: The Shangri-Las Sing - Allmusic: - 1994: Myrmidons of Melodrama - Allmusic: - 1996: The Best of the Shangri-Las - Allmusic: - 2002: Myrmidons of Melodrama (Re-edição) - 2008: Remember - Allmusic: - 2008: Greatest Hits - Allmusic: - 2009: The Complete Collection | Todos os single foram lançados pelo selo da Red Bird, exceto onde indicado. - 1964: "Wishing Well"/"Hate to Say I Told You So" - 1964: "Remember (Walking in the Sand)"/"It's Easier to Cry" (EUA. #5, RU #14) - 1964: "Leader of the Pack"/"What Is Love?" (EUA. #1, RU #11 (1964), 3 (1972), 7 (1976)) - 1964: "Simon Says"/"Simon Speaks" (gravado em 1963 e lançado pelo selo da Smash em 1964) - 1964: "Give Him a Great Big Kiss"/"Twist and Shout" (EUA. #18) - 1964: "Maybe"/"Shout" (EUA. #91) - 1965: "Out in the Streets"/"The Boy" (EUA. #53) - 1965: "Give Us Your Blessings"/"Heaven Only Knows" (EUA. #29) - 1965: "Right Now and Not Later"/"The Train From Kansas City" (EUA. #99) - 1965: "I Can Never Go Home Anymore"/"Bull Dog" (EUA. #6) - 1966: "Long Live Our Love"/"Sophisticated Boom Boom" (EUA. #33) - 1966: "He Cried"/"Dressed in Black" (EUA. #65) - 1966: "Past, Present and Future"/"Paradise" (EUA. #59) - 1967: "The Sweet Sounds of Summer"/"I'll Never Learn" (EUA. #123) (selo da Mercury Records) - 1967: "Take the Time"/"Footsteps on the Roof" (selo da Mercury Records) |